# 葉室定嗣
葉室 定嗣（はむろ さだつぐ）は、鎌倉時代中期の公卿。権中納言・葉室光親の次男。初名を光嗣、次いで高嗣、定嗣と改名。官位は正三位・権中納言。

## 経歴
承元2年（1208年）に誕生、父は葉室光親、母は藤原定経の娘（経子）。兄には歌人として知られる光俊がいた。建保2年（1214年）に叙爵。以後但馬国、美濃国などの国司に任官した。しかし、承久の乱の際、父の光親が上皇方として処罰されたため、しばらくの間、昇進は滞るようになった。寛喜3年（1231年）、中宮権大進に任じられた以降は、実務官人として再び官歴を進めていき、仁治2年（1241年）に蔵人頭、同3年（1242年）に従三位、参議にも任じられた。宝治2年（1248年）には正三位、権中納言に昇る。後嵯峨上皇の院司として重用され、院と六波羅探題との間に立って両者の調整役を務めた。
建長2年（1250年）には出家し、法名を定然と称した。その後も度々後嵯峨院中に出入りし、院からの諮問などを受けた。文永9年（1972年）7月28日に死去。
その日記『葉黄記』は、朝廷側の立場から鎌倉中期という時代を活写した史料として貴重である。また晩年には浄住寺の中興を手がけたことでも知られている。

## 系譜
- 父：葉室光親（1176-1221）
- 母：吉田経子 - 吉田定経の娘
- 妻：「女房」（詳細不明）、春日神主時継娘[8]
  - 男子：葉室定藤
  - 女子：吉田経長室（?-1298）、土御門定実室（のちに葉室頼親室）、安嘉門院（邦子内親王）女房[9]